# Outlandish
Outlandish est un groupe de hip-hop danois, originaire de Brøndby Strand. Formé en 1997, il se composait d'Isam Bachiri (originaire du Maroc), Waqas Ali Qadri (originaire du Pakistan), et Lenny Martinez (originaire du Honduras). Le groupe se sépare en juillet 2017  mais se reforme avec deux de ses membres et continue encore de produire des titres.
Leur style musical RnB, hip-hop et rap est largement influencée par les différents milieux sociaux d'où ils viennent (musique arabe, pakistanaise ou hispanique), et bien que leurs chansons soient principalement en anglais, ils utilisent fréquemment des paroles en espagnol, ourdou, et arabe.

## Biographie

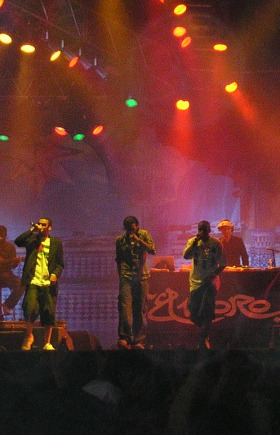
Membres de Outlandish.

Le groupe est formé en 1997 à Brøndby Strand. Leur single Pacific to Pacific, tiré de leur premier album Outland's Official (2000), est directement lié à un évènement caritatif organisé par Amnesty International. Ils sortent ensuite leur second simple, Saturday Night, une chanson qui allait par la suite faire partie de la bande originale du film danois Pizza King.
Mais ce sont les singles de leur deuxième album, Bread and Barrels of Water sorti en 2003, qui ont le plus marqué les esprits mélomanes et les classements musicaux. La chanson Aicha (une reprise de Cheb Khaled) est devenue un tube en se plaçant à la première place des charts aux États-Unis et en Allemagne. Les autres chansons Walou et Guantanamo ont quant à elles beaucoup circulé sur les ondes asiatiques, principalement. 
Closer than Veins, le troisième album du collectif, est publié en 2005. Le premier single, intitulé Look Into My Eyes, se hisse à la deuxième place des charts danois et allemands. Les paroles de la chanson sont basées sur un poème exprimant les difficultés vécues par ceux souffrant de la politique étrangère des États-Unis en ce qui concerne Israël et la Palestine,.
Ils ont aussi fait une chanson avec le chanteur bien connu dans le monde arabe Sami Yusuf intitulé Try Not to Cry. Sound of a Rebel est sorti en 2009. Leur dernier album studio, Warrior // Worrier, est publié en 2012. Après vingt ans d'existence, les membres décident de mettre un terme au groupe le 10 juillet 2017.

## Discographie

### Albums studio
- 2001 : Outland's Official
- 2003 : Bread and Barrels of Water
- 2004 : Beats, Rhymes and Life
- 2006 : Closer Than Veins
- 2009 : Sound of a Rebel
- 2012 : Warrior // Worrier

### Singles
- 2003 : Aïcha (DK: disque d'or)
- 2003 : Guantanamo
- 2004 : Walou
- 2004 : Man binder os på mund og hånd
- 2007 : I Only Ask Of God (DK: disque de platine)
- 2007 : Look Into My Eyes  (DK: disque d'or)
- 2010 : After Every Rainfall Must Come a Rainbow
- 2010 : Desert Walk (DK: disque d'or, streaming)
- 2012 : Warrior // Worrier (DK: disque de platine, streaming)
- 2013 : Ready to Love (DK: disque d'or, streaming)